# Вила Јанчића
Вила Јанчића се налази на Златибору, у општини Чајетина, подигнута је у периоду од 1934. до 1937. године.
Велики трем у приземљу оивичен је источним и западним крилом виле и није приступачан из екстеријера. На две мање спратне терасе на косим бочним крилима виле, североисточном и северозападном, може се доћи само из спаваћих соба.